# Semiothisa bicolorata
Semiothisa bicolorata är en fjärilsart som beskrevs av Fabricius 1794. Semiothisa bicolorata ingår i släktet Semiothisa och familjen mätare. Inga underarter finns listade i Catalogue of Life.